# Raymond de La Tailhède
Raymond Gagnabé de La Tailhède (Moissac, 14 ottobre 1867 – Montpellier, 25 aprile 1938) è stato un poeta francese.

## Biografia
Discendente di Étienne Gagnabé (1720-1773), signore di La Tailhede a Vailhourles in Rouergue, avvocato parlamentare nel 1786, e di suo figlio Antoine a Latailhède (1767-1837), docente a Saint-Nicolas-de-la-Grave, portò a termine brillantemente gli studi presso il liceo della sua città natale e nel 1887 si trasferì a Parigi dove conobbe Jules Tellier, del quale pubblicò in seguito le opere. Con Maurice Barrès e Charles Le Goffic fondò la rivista letteraria Les Chroniques.
Appassionato di mitologia greca e letteratura antica, è stato uno dei fondatori, con Charles Maurras, della "École romane", di cui fece parte anche il poeta Jean Moréas.
Nella sua poesia risentì dell'opera di Pierre de Ronsard, come in De la métamorphose des fontaines, poème suivi des Odes, des Sonnets et des Hymnes.
Tailhede fu a lungo vicino a Maurras e all'Action française, ma se ne allontanò nel 1928 prendendo le difese della poesia romantica in un'opera collettanea intitolata Débat sur le romantisme. Infatti, i membri dell'Action française erano ostili al romanticismo ritenendolo - da un punto di vista controrivoluzionario - un'estensione delle idee della Rivoluzione francese. 

## Opere
- Ode à Jean Moréas, Paris, Imprimerie Nouvelle, 1891
- De la Métamorphose des fontaines. Poème suivi Des odes, des sonnets et des hymnes, Paris, Bibliothèque artistique et littéraire, 1895
- Hymne pour la France, Paris, Édition Émile-Paul frères, 1917
- Le deuxième livre des Odes, Paris, François Bernouard, 1920
- Les Poésies, Paris, Édition Émile-Paul frères, 1926
- Un débat sur le romantisme : La poésie française de 1870 à 1920 : une défense du romantisme, réponse à Charles Maurras. Nouvelles réflexions sur le romantisme, romantiques et classiques, réflexions finales sur la pensée et l'œuvre, conclusion empruntée à Jean Moréas. Lettre de Charles Maurras à R. de la Tailhède. Hommage à Jean Moréas : esquisse de Jean Moréas. Présentation de l'École romane. Appendice : Études de Charles Maurras sur le romantisme, avant-propos et appendice de Pierre Constans,  Paris, Flammarion, 1928.